# Eliseu Guilherme da Silva
Tenente-coronel Eliseu Guilherme da Silva (São José, 20 de setembro de 1843 — Rio de Janeiro, 16 de abril de 1928) foi um farmacêutico e político brasileiro.
Filho de Wiliam Guilherme Walker e de Basilícia Rosa da Silva. Casou com Raquel Aurélia da Luz e Silva, filha de Maria Amália da Luz e João Pinto da Luz, deputado na Assembleia Legislativa Provincial de Santa Catarina.
Foi deputado à Assembleia Legislativa Provincial de Santa Catarina na 22ª legislatura (1878 — 1879), na 23ª legislatura (1880 — 1881), na 24ª legislatura (1882 — 1883), na 25ª legislatura (1884 — 1885), na 27ª legislatura (1888 — 1889), na 1ª legislatura (1891 — 1893) e na 4ª legislatura (1901 — 1903).
Foi deputado federal por Santa Catarina na 5ª legislatura, de 1903 a 1905, na 6ª legislatura, de 1906 a 1908, na 11ª legislatura, de 1921 a 1923, e na 12ª legislatura, de 1924 a 1926.
Foi vice-presidente do Estado de Santa Catarina, tendo assumido a presidência de 28 de julho a 24 de agosto de 1893.